# Heterusia simulatrix
Heterusia simulatrix är en fjärilsart som beskrevs av Paul Dognin 1907. Heterusia simulatrix ingår i släktet Heterusia och familjen mätare. Inga underarter finns listade i Catalogue of Life.